# Anna Karenina (1920)
Anna Karenina ist ein deutsches Stummfilmdrama aus dem Jahre 1920 von Friedrich Zelnik mit Lya Mara in der Titelrolle. Die Geschichte ist die einzige deutsche Leinwandadaption des berühmten gleichnamigen Romans (1877/78) von Leo Tolstoi.

Vorlageautor Leo Tolstoi (Porträt von Iwan Kramskoi aus dem Jahre 1873)

## Handlung
Die Geschichte folgt weitgehend der Vorlage, Tolstois gleichnamigem Jahrhundertroman. Anna Karenina ist in Sankt Petersburg in einer unglücklichen Ehe mit dem deutlich älteren zaristischen Staatsbeamten, Staatsrat Karenin, verheiratet. Sie lernt eines Tagen den schmucken Grafen Alexis Wronski kennen, der sie heftig umwirbt und der ein besseres, ein erfüllteres Leben an seiner Seite verheißt. Karenin stellt sie vor die Wahl: An seiner Seite und der des gemeinsamen Sohnes zu bleiben oder einen Neubeginn mit dem Liebhaber zu wagen, dann aber auf ihr Kind verzichten zu müssen.
Anna Karenina entscheidet sich für Graf Wronski, der aber ihre Entscheidung aus Liebe schlecht lohnt. Denn als Anna Wronski nach Venedig folgt, verliert dieser sein Interesse an ihr und wendet sich von ihr ab. Anna kehrt noch einmal nach St. Petersburg zurück, wo ihr Kind schwer erkrankt ist, doch die Rückkehr an Heim und Herd an der Seite Karenins wird ihr von diesem versperrt. Vor allem die Vorenthaltung ihres eigenen Fleisch und Blutes setzt der leidenschaftlichen Frau derart seelisch zu, dass sie nur noch im Freitod einen Ausweg zu finden glaubt.

## Produktionsnotizen
Anna Karenina passierte die Filmzensur am 4. September 1920 und wurde am 20. Oktober desselben Jahres in Berlins Marmorhaus uraufgeführt. Die Länge des mit Jugendverbot belegten Sechsakters betrug 1973 Meter. In Österreich erschien der Film am 8. April 1921.
Die Filmbauten entwarf Fritz Lederer.

## Kritiken
Die Neue Kino-Rundschau schrieb: „Lia [sic!] Mara versteht als leidenschaftliches Weib ebenso starke Wirkungen auszulösen, wie als unglückliche Mutter und wird von ihrem Partner bestens unterstützt. Die Regie konnte leider einige Längen in der Handlung nicht vermeiden, was jedoch durch ein exaktes Zusammenspiel und gute Aufmachung paralysiert wird. Die Photographie war gut.“
In Die Filmwelt war zu lesen: „„Anna Karenina“ zeigt nichts von den sonst so düsteren Werken Leo Tolstois und ist voll ergreifender, peosievoller Wahrheit. Es gibt kaum eine bessere Interpretin dieser Rolle als Lya Mara. Ihre Kunst erreicht in der Szenen ihren Gipfelpunkt, in der sie nach seligem Beisammensein mit Alexis ihrem Kinde entgegentritt. Johannes Riemann mimt die unsympathische Figur Alexis ausgezeichnet, jedoch liegen ihm edlere Rollen besser. Heinrich Peer als Staatsanwalt Karenin ist vortrefflich.“